# Thagria tenasserimensis
Thagria tenasserimensis är en insektsart som beskrevs av William Lucas Distant 1908. Thagria tenasserimensis ingår i släktet Thagria och familjen dvärgstritar. Inga underarter finns listade i Catalogue of Life.